# Kong Jie
Kong Jie est un joueur de go professionnel chinois né le 25 novembre 1982.
Dans les tournois internationaux, Wing Jie a remporté la coupe LG en 2010 en battant Lee Chang-ho 2-0 en finale. Il remporta la Coupe Asian TV trois fois de suite de 2009 à 2011. Il remporta la  Coupe Fujitsu en 2010 en battant Lee Sedol en finale. Il a également remporté la coupe Samsung en 2009.